# Syndrome d'Ondine
Pour les articles homonymes, voir Ondinisme.
Le syndrome d'Ondine ou syndrome d'hypoventilation alvéolaire centrale congénitale ou ondinisme est une maladie génétique rare qui se caractérise par une ventilation anormale chez une personne éveillée et une hypoventilation durant le sommeil malgré une fréquence respiratoire normale et un volume respiratoire normal. Dans les cas sévères, une hypoventilation est présente chez l'individu éveillé.
Ces arrêts respiratoires sont causés par une insensibilité à l'hypercapnie (ou augmentation du dioxyde de carbone dans le sang).
Les manifestations commencent dès le début de la vie. Les enfants présentent souvent des manifestations en rapport avec un mauvais fonctionnement du système nerveux autonome pouvant toucher de multiples organes. Une maladie de Hirschsprung est souvent associée. Il y a un risque accru de développement de tumeurs nerveuses comme le neuroblastome, mais ne diminuant pas leur espérance de vie.
La maladie est causée par une mutation dans le gène PHOX2B, qui code un facteur de transcription à homéodomaine crucial pour le développement du système nerveux autonome.

## Le mythe
Selon la légende, la nymphe Ondine, pour punir son mari, simple mortel qui l'avait trompée, lui ôta la possibilité de respirer automatiquement. Il mourut lorsqu'il s'endormit.

## Sources
- (en) Mary L Marazita, PhD, Elizabeth M Berry-Kravis, Debra E Weese-Mayer, Congenital Central Hypoventilation Syndrome In GeneTests: Medical Genetics Information Resource (database online). Copyright, University of Washington, Seattle. 1993-2005
- (fr) Syndrome d'Ondine sur le site Orphanet